# Tour de France 1907
5. Tour de France rozpoczął się 8 lipca, a zakończył 4 sierpnia 1907 roku w Paryżu. Wystartowało 93 zawodników, ukończyło 33. Zwyciężył reprezentant gospodarzy Lucien Petit-Breton.
W 1907 roku, podobnie jak w dwóch poprzednich wyścigach postanowiono ustalać klasyfikację generalną na podstawie punktów zdobywanych przez kolarzy na poszczególnych etapach. Na podstawie przeliczeń (miejsce, uzyskany czas i punkty dodatkowe) po każdym etapie najmniej „oczek” zdobył Lucien Petit-Breton, który tym samym został zwycięzcą piątej edycji Tour de France. 

## Etapy
| Etap | Data       | Trasa              | Dystans | Zwycięzca                       | Lider wyścigu       |
| ---- | ---------- | ------------------ | ------- | ------------------------------- | ------------------- |
| 1    | 8 lipca    | Paryż - Roubaix    | 272 km  | Louis Trousselier               | Louis Trousselier   |
| 2    | 10 lipca   | Roubaix - Metz     | 398 km  | Émile Georget Louis Trousselier | René Pottier        |
| 3    | 12 lipca   | Metz - Belfort     | 259 km  | Émile Georget                   | Émile Georget       |
| 4    | 14 lipca   | Belfort - Lyon     | 309 km  | Marcel Cadolle                  | Émile Georget       |
| 5    | 16 lipca   | Lyon - Grenoble    | 311 km  | Émile Georget                   | Émile Georget       |
| 6    | 18 lipca   | Grenoble - Nicea   | 345 km  | Georges Passerieu               | Émile Georget       |
| 7    | 20 lipca   | Nicea - Nîmes      | 345 km  | Émile Georget                   | Émile Georget       |
| 8    | 22 lipca   | Nîmes - Tuluza     | 303 km  | Émile Georget                   | Émile Georget       |
| 9    | 24 lipca   | Tuluza - Bajonna   | 299 km  | Lucien Petit-Breton             | Émile Georget       |
| 10   | 26 lipca   | Bajonna - Bordeaux | 269 km  | Gustave Garrigou                | Lucien Petit-Breton |
| 11   | 28 lipca   | Bordeaux - Nantes  | 391 km  | Lucien Petit-Breton             | Lucien Petit-Breton |
| 12   | 30 lipca   | Nantes - Brest     | 321 km  | Gustave Garrigou                | Lucien Petit-Breton |
| 13   | 1 sierpnia | Brest - Caen       | 415 km  | Émile Georget                   | Lucien Petit-Breton |
| 14   | 4 sierpnia | Caen - Paryż       | 251 km  | Georges Passerieu               | Lucien Petit-Breton |

## Klasyfikacja końcowa
| lp  | Zawodnik            | Kraj       | Sponsor        | Punkty |
| --- | ------------------- | ---------- | -------------- | ------ |
| 1.  | Lucien Petit-Breton | Francja    | Peugeot-Wolber | 47     |
| 2.  | Gustave Garrigou    | Francja    | Peugeot-Wolber | 66     |
| 3.  | Émile Georget       | Francja    | Peugeot-Wolber | 74     |
| 4.  | Georges Passerieu   | Francja    | Peugeot-Wolber | 85     |
| 5.  | François Beaugendre | Francja    | Peugeot-Wolber | 123    |
| 6.  | Eberardo Pavesi     | Włochy     | Otav           | 150    |
| 7.  | François Faber      | Luksemburg | Labor-Dunlop   | 156    |
| 8.  | Augustin Ringeval   | Francja    | Labor-Dunlop   | 184    |
| 9.  | Aloïs Catteau       | Belgia     | –              | 196    |
| 10. | Ferdinand Payan     | Francja    | –              | 227    |